# Trisetum burnoufii
Trisetum burnoufii är en gräsart som beskrevs av Esprit Requien och Filippo Parlatore. Trisetum burnoufii ingår i släktet glanshavren, och familjen gräs. Inga underarter finns listade i Catalogue of Life.